# Mary Norton
Mary Norton (Londra, 10 dicembre 1903 – Bideford, 29 agosto 1992) è stata una scrittrice inglese, autrice di libri per bambini.

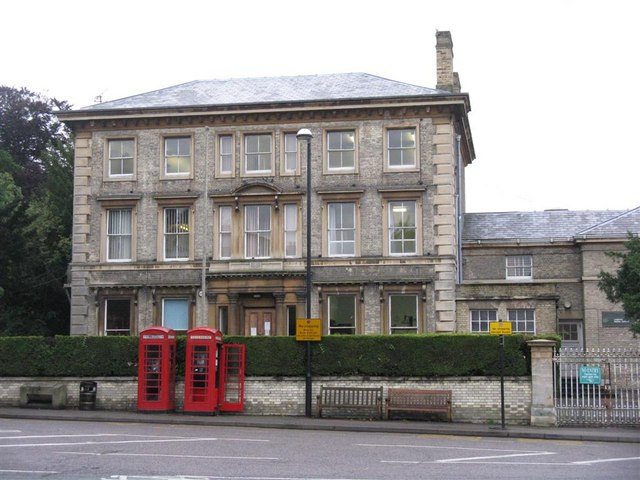
The Cedars, abitazione della Norton fino al 1921 e fonte di ispirazione per la serie degli Sgraffignoli.

Tra le sue opere più note c'è la serie degli Sgraffignoli (in originale The Borrowers).

## Biografia
Mary Norton (nata Pearson) era la figlia di un medico e crebbe a Leighton Buzzard nel Bedfordshire in una casa Georgiana. Da quel luogo trasse ispirazione per la saga degli Sgraffignoli (Borrowers in inglese), noti cinematograficamente come I rubacchiotti.
Si sposò nel 1927 con Robert C. Norton da cui ebbe quattro bambini, due maschi e due femmine. Iniziò a lavorare per il War Office nel 1940, prima che la sua famiglia si trasferisse temporaneamente negli Stati Uniti. Iniziò a scrivere mentre lavorava per la British Purchasing Commission  a New York durante la Seconda guerra mondiale. Il suo primo libro, intitolato The Magic Bed Knob; or, How to Become a Witch in Ten Easy Lessons ("Il magico pomo d'ottone, ovvero come diventare una strega in dieci facili lezioni"), venne pubblicato nel 1945. Insieme con il suo seguito, Bonfires and Broomsticks ("Falò e manici di scopa", 1947) diventò la base per il film Disney Pomi d'ottone e manici di scopa.
Al termine della guerra tornò con la sua famiglia in Inghilterra, dove continuò a scrivere e recitare.

## Opere
(parziale)

### Ciclo degli Sgraffignoli
- Sotto il pavimento (The Borrowers, 1952), 1988 Salani Editore, 2004 Salani, 2011 Salani
- Ai piedi dell'erba (The Borrowers Afield, 1955), 1993 Salani Editore, 2005 Salani
- In teiera sull'acqua (The Borrowers Afloat, 1959), 1993 Salani Editore, 2006 Salani
- Più leggeri dell'aria (The Borrowers Aloft, 1961), 1994 Salani Editore
- La rivincita degli Sgraffignoli (The Borrowers Avenged, 1975), 1997 Salani Editore

### Altre opere
- The Magic Bed Knob; or, How to Become a Witch in Ten Easy Lessons, 1945
- Storia di Paolo (Paul's Tale, 1945), in Pianeta 17, Compagnia Editoriale, 1957 (racconto breve)
- Bonfires and Broomsticks, 1947
- Pomi d'ottone e manici di scopa (Bedknob and Broomstick, 1957), traduzione di Quirino Maffi, [I Grandi], Arnoldo Mondadori Editore, 1972

## Trasposizioni cinematografiche
Il film Disney Pomi d'ottone e manici di scopa del 1971 è basato sul romanzo omonimo (Bedknob and Broomstick, 1957).
Nel 2010 lo studio di animazione giapponese Studio Ghibli ha prodotto Arrietty - Il mondo segreto sotto il pavimento, un lungometraggio tratto dalla serie degli Sgraffignoli distribuito in Italia dalla Lucky Red dal 14 ottobre 2011. Dagli stessi racconti, nel 1997, fu tratto il film I rubacchiotti (The Borrowers) diretto da Peter Hewitt.